# Завода, Василе
Василе Завода (рум. Vasile Zavoda; 26 июля 1929, Родна Вече, Румыния — 14 июля 2014, Бухарест, Румыния) — румынский футболист, защитник. Выступал за сборную Румынии, участвовал в Олимпийских играх 1952.

## Карьера
Начал карьеру в молодежном клубе «Бая-Маре». В 1950 году перешел в его основной состав, где не провел не одной игры.

В 1951 году начал выступления за ФК «Стяуа». С эти клубом он 6 раз выигрывал чемпионат и кубок Румынии. Всего, за 13 лет в клубе, он провел 257 матчей в которых забил 1 раз.

В 1964 году перешел в футбольный клуб «Тыргу-Муреш», из одноименного города. В 1965 году завершил профессиональную карьеру.

С 1951 по 1962 выступал за национальную сборную. Участвовал в Олимпийских играх 1952. Всего провел 20 матчей, в которых ни разу не забил.

С 1977 по 1981 был ассистентом тренера футбольного клуба «Стяуа».

## Награды

### Стяуа
Чемпионат Румынии
- Чемпион (6): 1951, 1952, 1953, 1956, 1959/60, 1960/61

Кубок Румынии
- Чемпион (6): 1951, 1952, 1955, 1961/62